# Harry Gold (Musiker)

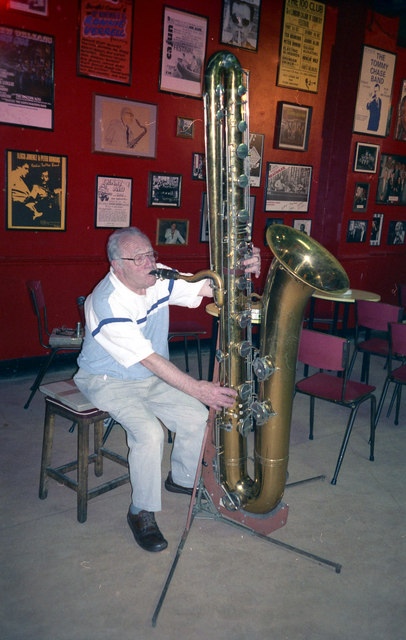
Harry Gold (1996) am Kontrabasssaxophon im 100 Club

Harry Gold (* 26. Februar 1907 in Dublin als Harry Goldberg; † 13. November 2005 in London) war ein britischer Jazzmusiker (Saxophone, Klarinette, Oboe, Gesang, Arrangement und Komposition). Er war einer der Treiber hinter dem Dixieland-Revival in Großbritannien.

## Leben und Wirken
Gold, dessen Eltern aus Rumänien und Deutschland stammten, wuchs ab dem vierten Lebensjahr im Londoner Stadtteil Leytonstore auf. Mit vierzehn Jahren verließ er die Schule, um seinen Vater, der als Schneider arbeitete, zu unterstützen. Nachdem er die Original Dixieland Jazz Band bei einem Auftritt im Londoner Hammersmith Palais 1919 gehört hatte, besorgte er sich ein Altsaxophon und entschied sich, Musiker zu werden. Er studierte bei Louis Kimmel, einem Professor am London College of Music.
Gold spielte zunächst bei der Magnetic Dance Band von Joe Loss, dann mit der Florentine Band. Von 1926 bis 1928 gehörte er zu den Metronomes. In den Folgejahren arbeitete er mit Vic Filmer und 1931 mit Marius B. Winter, um dann mit Ivor Mairants eine Band zu leiten.  Daneben sang er ab 1932 im Gesangstrio The Cubs. Von 1932 bis 1937 gehörte er als Solist auf dem Tenorsaxophon zum national bekannten Tanzorchester von Roy Fox, mit dem er zahlreiche Aufnahmen einspielte. Er arbeitete dann in den Orchestern von Bert Firman (1937–1938), von Philipp Martell, Harold Collins und Mantovani, um ab Mitte 1939 für drei Jahre zum Orchester von Oscar Rabin zu gehören. Daneben leitete er ein eigenes Oktett. 1943 arbeitete er zunächst für Geraldo, um dann kurzzeitig als musikalischer Leiter von Radio Luxemburg zu wirken. Dann leitete er seine eigenen Pieces of Eight, mit denen er ab 1945 unter eigenem Namen aufnahm. Die Band trat immer wieder in der BBC-Radioshow Music While You Work auf. Ein früher Fernsehauftritt 1946 fiel der Zensur zum Opfer, weil dort der schwarze Posaunist Geoff Love mit der weißen Sängerin Jane Lee im Duo auftraten. 1948 begleiteten die Pieces of Eight Hoagy Carmichael auf dessen Tournee in Großbritannien. 1956 übergab er die Band dann seinem jüngeren Bruder Laurie Gold. Er gründete 1958 die New Beat Band und tourte durch Irland. 1960 leitete er mit seinem Bruder Laurie das Tanzorchester im Hammersmith Palais. Dann arbeitete er als Komponist und Arrangeur für Musikverlage und zuletzt für EMI. Nur noch gelegentlich trat er bei Al Wynette auf und Mitte der 1970er Jahre als Basssaxophonist zu Dick Sudhalters New Paul Whiteman Orchestra.  In den 1980er und 1990er Jahren trat er wieder mit den Pieces of Eight auf, mit denen er auch dreimal in der DDR auf Tournee war; in Leipzig spielte er ein Live-Album ein. Daneben tourte er auch durch Nordamerika. 1999 zog er sich aus dem Musikleben zurück und veröffentlichte im Folgejahr seine Autobiographie, Gold, Doubloons and Pieces of Eight.

## Diskographische Hinweise
- Octagonal Gold (Black Lion 1980)
- Harry Gold & His Pieces of Eight: Live in Leipzig
- Harry Gold & His Pieces of Eight: Bouncing Back (Lake Records, 1989)
- Roy Fox & His Band At the Cafe de Paris (Vocalion)

## Schriften
- Gold, Doubloons and Pieces of Eight: The Autobiography of Harry Gold, edited by Roger Cotterrell. Northway Books, London 2000, ISBN 978-0-9537040-0-2 (englisch).